# Bareggia
Bareggia (Barègia in dialetto brianzolo) frazione di Macherio e Lissone, in provincia di Monza e della Brianza.
Deve la sua individualità alla coestensiva parrocchia che, caso assai raro nell'arcidiocesi di Milano, prescinde dai confini civili abbracciando due comuni diversi. Nonostante sia stata inglobata nel comune di Lissone, Bareggia conserva la sua identità, ed un forte spirito autonomista. Possiede un proprio ufficio postale ed un proprio centro sportivo.

## Storia
Le prime informazioni storiche legate a questa frazione risalgono al quattordicesimo secolo; si ipotizza che il nome della frazione derivi dal conte De Bareggis, fondatore del primo nucleo abitativo conosciuto nel territorio adesso chiamato Bareggia.
Nativo di questa frazione è mons. Pierantonio Tremolada, vescovo di Brescia.

## Geografia fisica

Frazione Bareggia

È ubicata a nord-est del comune di Lissone e a sud-ovest di quello di Macherio e conta circa 3 600 abitanti.

## Monumenti e luoghi d'interesse
Chiesa parrocchiale
La chiesa parrocchiale, dedicata a San Giuseppe e a Sant'Antonio Maria Zaccaria, fu costruita tra il 1900 e il 1902 con mattoni a vista e ceppo del Lambro; al suo interno presenta dei dipinti e un altare marmoreo e vi si possono ammirare i cicli di affreschi realizzati dal 1942 al 1944 da Giovanni Garavaglia di Ossona e da Primo Busnelli di Meda. Il campanile, sempre in mattoni e ceppo, fu completato nel 1905.
Chiesa delle Torrette
Alla cascina delle Torrette si trova la chiesa di Santa Margherita, risalente al Trecento, annessa ad un complesso rurale, piccola, ma con degli affreschi.
Villa Maldura
Degna di nota è anche la Villa Maldura, appartenuta alla famiglia dalla quale prende il nome. Al suo interno vi è una cappella dedicata a Sant'Anna.
Cascina Bareggia
È l'antica cascina che dà il nome alla frazione. Si trova nella piazza centrale del rione, di fronte alla chiesa parrocchiale, e al suo interno ospita gli uffici decentrati dell'Amministrazione, alcune associazioni sportive e culturali, l'ambulatorio medico pubblico e una sala polifunzionale.
Bosco urbano
Nella parte lissonese di Bareggia sorge anche un ampio parco pubblico, il Bosco Urbano, unico polmone verde di un comune ormai densamente urbanizzato. All'interno del parco vi è un laghetto artificiale adibito alla pesca sportiva, oltre a numerosi sentieri ciclopedonali o percorribili a cavallo (anche grazie al maneggio adiacente), immersi in prati, verde agricolo coltivato a mais e boschi.